# Sportklub Sturm Graz 2016-2017
Questa voce raccoglie le informazioni riguardanti il Sportklub Sturm Graz nelle competizioni ufficiali della stagione 2016-2017.

## Rosa
Rosa aggiornata al 31 luglio 2016
| N. |                               | Ruolo | Calciatore              |
| -- | ----------------------------- | ----- | ----------------------- |
| 1  | Austria (bandiera)            | P     | Christian Gratzei       |
| 5  | Austria (bandiera)            | D     | Christian Schoissengeyr |
| 6  | Australia (bandiera)          | C     | James Jeggo             |
| 8  | Macedonia del Nord (bandiera) | C     | Uroš Matić              |
| 9  | Austria (bandiera)            | A     | Deni Alar               |
| 10 | Austria (bandiera)            | C     | Marko Stanković         |
| 13 | Austria (bandiera)            | C     | Simon Piesinger         |
| 14 | Grecia (bandiera)             | D     | Charalampos Lykogiannīs |
| 16 | Norvegia (bandiera)           | C     | Martin Ovenstad         |
| 18 | Austria (bandiera)            | C     | Philipp Huspek          |
| 19 | Austria (bandiera)            | D     | Marvin Potzmann         |
| 20 | Germania (bandiera)           | D     | Christian Schulz        |
| 22 | Austria (bandiera)            | D     | Andreas Gruber          |
| 23 | Austria (bandiera)            | D     | Lukas Spendlhofer       |

| N. |                     | Ruolo | Calciatore            |
| -- | ------------------- | ----- | --------------------- |
| 24 | Austria (bandiera)  | C     | Marc Andre Schmerböck |
| 25 | Austria (bandiera)  | C     | Stefan Hierländer     |
| 26 | Austria (bandiera)  | D     | Fabian Koch           |
| 27 | Austria (bandiera)  | D     | Lukas Skrivanek       |
| 29 | Austria (bandiera)  | C     | Sascha Horvath        |
| 30 | Austria (bandiera)  | C     | Sandi Lovric          |
| 32 | Austria (bandiera)  | P     | Tobias Schützenauer   |
| 33 | Germania (bandiera) | P     | Daniel Lück           |
| 34 | Nigeria (bandiera)  | A     | Bright Edomwonyi      |
| 35 | Austria (bandiera)  | D     | Dario Maresic         |
| 37 | Austria (bandiera)  | C     | Kristijan Dobras      |
| 39 | Austria (bandiera)  | C     | Romano Schmid         |
| 40 | Austria (bandiera)  | P     | Fabian Ehmann         |
| 42 | Austria (bandiera)  | A     | Roman Kienast         |